# Pomaderris halmaturina
Pomaderris halmaturina är en brakvedsväxtart. Pomaderris halmaturina ingår i släktet Pomaderris och familjen brakvedsväxter.

## Underarter
Arten delas in i följande underarter:
- P. h. continentis
- P. h. halmaturina